# آناستازیا گوربونوا
آناستازیا گوربونوا (انگلیسی: Anastasiia Gorbunova؛ زادهٔ ۱۹ مهٔ ۱۹۹۵) اسکی‌باز آلپاین اهل اوکراین است.